# Myers Brothers 250 1967
Myers Brothers 250 1967 var ett stockcarlopp ingående i Nascar Grand National Series (nuvarande Nascar Cup Series) som kördes 12 augusti 1967 på den 0,250 mile (402,3 meter) långa ovalbanan Bowman Gray Stadium i Winston-Salem i North Carolina. Totalt avverkades 62,5 miles (100,584 km) fördelat på 250 varv. Banunderlaget var asfalt. Loppet vanns av Richard Petty i en Plymouth på tiden 1:13.41 körande för Petty Enterprises. Pettys snitthastighet var 50,893 mph. Petty tog ledningen redan på det första varvet av loppet och höll den sedan ända in i mål. Han var vid målgång ensam förare på ledarvarvet, två varv före tvåan Jim Paschal. Det var Pettys 66:e vinst av totalt 200 i karriären. Prispotten uppgick till 4 340 dollar, varav 1 000 dollar gick till segraren.
Loppet är uppkallat efter Bobby Myers som omkom i en krasch på Darlington Raceway 2 september 1957 och hans äldre bror Billy Myers som dog i en hjärtinfarkt under ett lopp på Bowman Gray Stadium 12 april 1958.

## Resultat
| Plc     | Nr | Förare        | Team/ bilägare           | Konstruktör | Start | Varv | Ledda varv |
| ------- | -- | ------------- | ------------------------ | ----------- | ----- | ---- | ---------- |
| 1       | 43 | Richard Petty | Petty Enterprises        | Plymouth    | 1     | 250  | 250        |
| 2       | 14 | Jim Paschal   | Tom Friedkin             | Plymouth    | 3     | 247  | 0          |
| 3       | 2  | Bobby Allison | J.D. Bracken             | Chevrolet   | 2     | 247  | 0          |
| 4       | 4  | John Sears    | DeWitt Racing            | Ford        | 4     | 245  | 0          |
| 5       | 48 | James Hylton  | Bud Hartje               | Dodge       | 5     | 243  | 0          |
| 6       | 20 | Clyde Lynn    | Negre Racing             | Ford        | 6     | 239  | 0          |
| 7       | 64 | Elmo Langley  | Langley-Woodfield Racing | Ford        | 10    | 236  | 0          |
| 8       | 34 | Wendell Scott | Scott Racing             | Ford        | 13    | 231  | 0          |
| 9       | 11 | J.T. Putney   | J.T. Putney              | Chevrolet   | 7     | 229  | 0          |
| 10      | 02 | Doug Cooper   | Bob Cooper               | Chevrolet   | 12    | 222  | 0          |
| 11      | 88 | Buddy Baker   | Buck Baker Racing        | Chevrolet   | 9     | 183  | 0          |
| 12      | 38 | Wayne Smith   | Archie Smith             | Chevrolet   | 8     | 153  | 0          |
| 13      | 91 | Neil Castles  | Neil Castles             | Plymouth    | 14    | 142  | 0          |
| 14      | 07 | George Davis  | George Davis             | Chevrolet   | 11    | 114  | 0          |
| 15      | 45 | Bill Seifert  | Bill Seifert             | Ford        | 15    | 86   | 0          |
| 16      | 9  | Roy Tyner     | Truett Rodgers           | Chevrolet   | 18    | 53   | 0          |
| 17      | 18 | Dick Johnson  | Dick Johnson             | Ford        | 16    | 32   | 0          |
| 18      | 40 | Eddie Yarboro | Eddie Yarboro            | Dodge       | 17    | 2    | 0          |
| Källor: |    |               |                          |             |       |      |            |